# العلاقات الزامبية السعودية
العلاقات الزامبية السعودية هي العلاقات التي تجمع بين جمهورية زامبيا والمملكة العربية السعودية. وقد تم افتتاح السفارة السعودية في العاصمة الزامبية لوساكا في عام 1978ومنذ ذلك الحين يجمع بين البلدين علاقات جيدة واحترام متبادل كما أنه يسعى الجانبان لتعزيز العلاقات في كافة المجالات.
شهد عام 2010م توقيع الاتفاقية العامة للتعاون الاقتصادي والفني بين حكومتي البلدين والتي جرى توقيعها في زامبيا، حيث سعت هذه الاتفاقية إلى تكثيف التعاون المشترك بين الجانبين وتنمية العلاقات.
وفي عام 2018م وقع وزير الخارجية السابق عادل بن أحمد الجبير، ووزير الشؤون الخارجية في جمهورية زامبيا جوزيف ملانجي مذكرة تفاهم في شأن المشاورات السياسية بين وزارة خارجية المملكة العربية السعودية ووزارة خارجية جمهورية زامبيا.
وعقدت في عام 2019م اجتماعات الدورة الثالثة للجنة السعودية الزامبية المشتركة بالعاصمة الرياض، ترأسها وكيل وزارة البيئة والمياه والزراعة للزراعة المهندس أحمد العيادة،والسكرتيرة الدائمة بوزارة التجارة والصناعة رئيسة الوفد الزامبي كايولا سيامي،وسفير جمهورية زامبيا لدى المملكة إبراهيم مومبا، وعدد من ممثلي الجهات الحكومية السعودية.

## العلاقات الاقتصادية
وصل حجم التبادل التجاري بين السعودية وزامبيا في عام 2016م إلى 608 ملايين ريال سعودي، قدر حجم الصادرات منها بحوالي 9 ملايين ريال سعودي بينما كانت قيمة الواردات حوالي 600 مليون ريال سعودي.
في حين أنه في عام 2017م وصل حجم التبادل بين الجانبين بنحو 319 مليون ريال سعودي، حيث بلغت قيمة الواردات في العام نفسه نحو 309 ملايين ريال سعودي، أما الصادرات فقد بلغت قيمتها 10 ملايين ريال سعودي.